# Frontera entre Botsuana y Zimbabue
La frontera entre Botsuana y Zimbabue es la línea fronteriza de 813 kilómetros en sentido oeste-este, que separa Botsuana de Zimbabue en África Meridional.

## Trazado
La línea de demarcación comienza al norte de Botsuana, en el cuatrifinio Zambia-Zimbabue, Botsuana-Namibia y Zambia-Botsuana en el río Zambeze, después atraviesa la carretera Pandamatenga, buena parte de ella actualmente zona protegida como el parque nacional Hwange hasta el sur, siguiendo los márgenes del río Shashi hasta su confluencia con el río Limpopo, en la triple frontera Sudáfrica-Botsuana y Sudáfrica-Zimbabue. Separa los distritos Central, Chobe y Noreste de Botsuana de las provincias Matabeleland Septentrional y matabelelandia meridional de Zimbabue.

## Conflictos
Debido a la situación económica en Zimbabue, muchos de sus habitantes intentan emigrar a Botsuana. El gobierno de este país construyó en 2003 en la frontera una valla metálica electrificada de 2,5 metros de alto y 500 kilómetros de largo, con el pretexto de luchar contra la propagación de una epidemia de fiebre aftosa.